# Schaijk

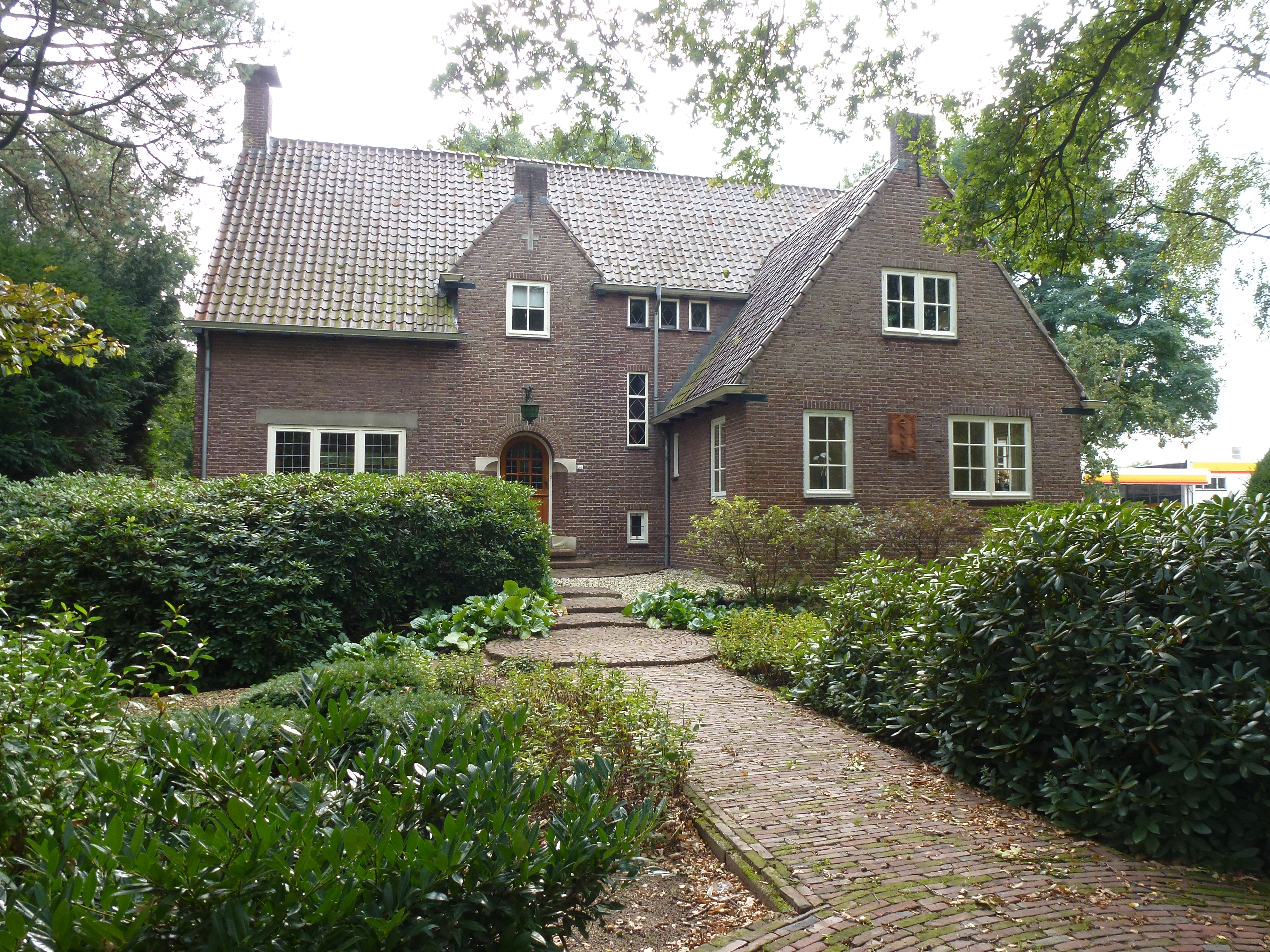
Schaijk: edificio lungo la Langendijk Rijksweg

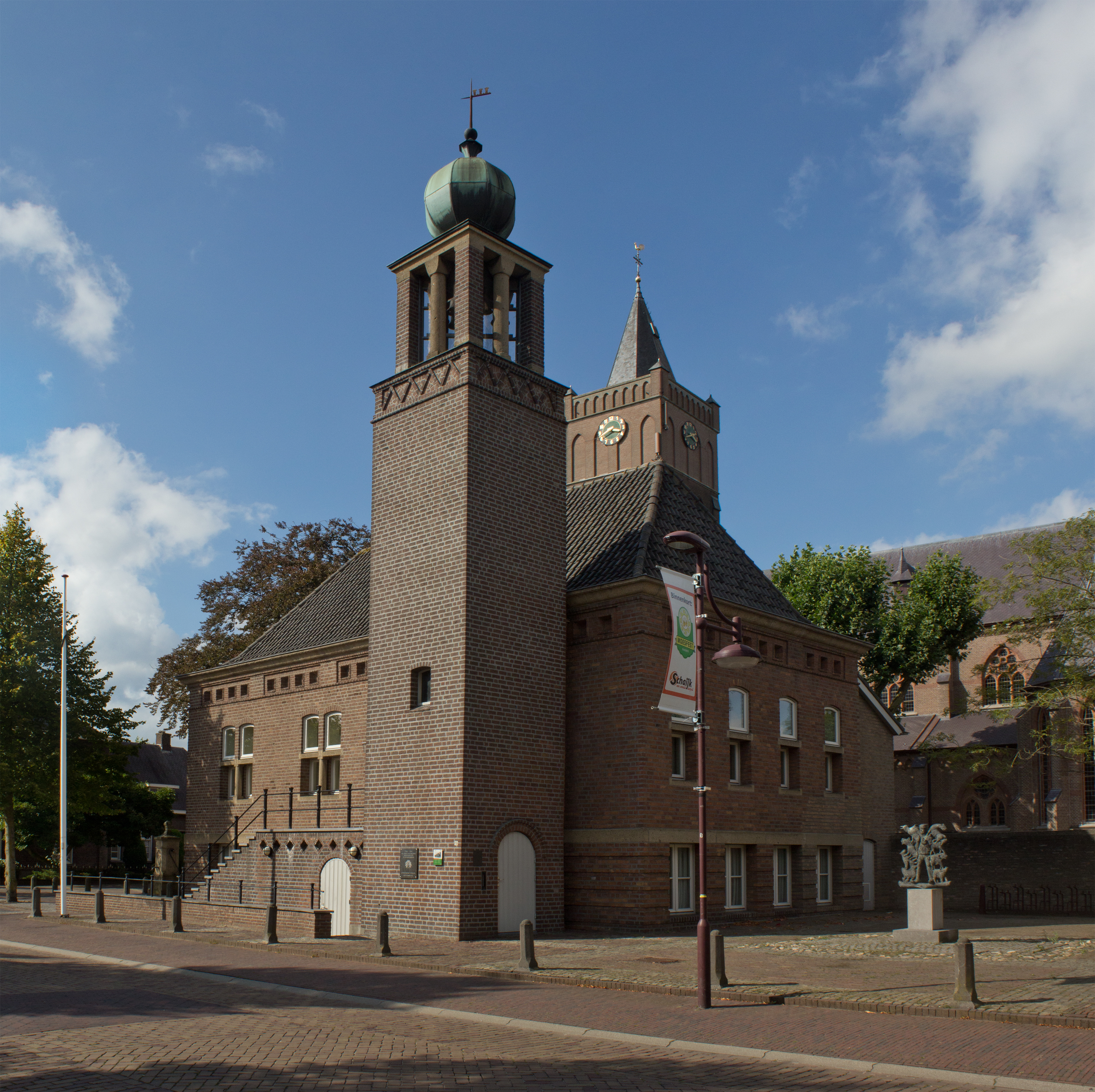
Il municipio di Schaijk

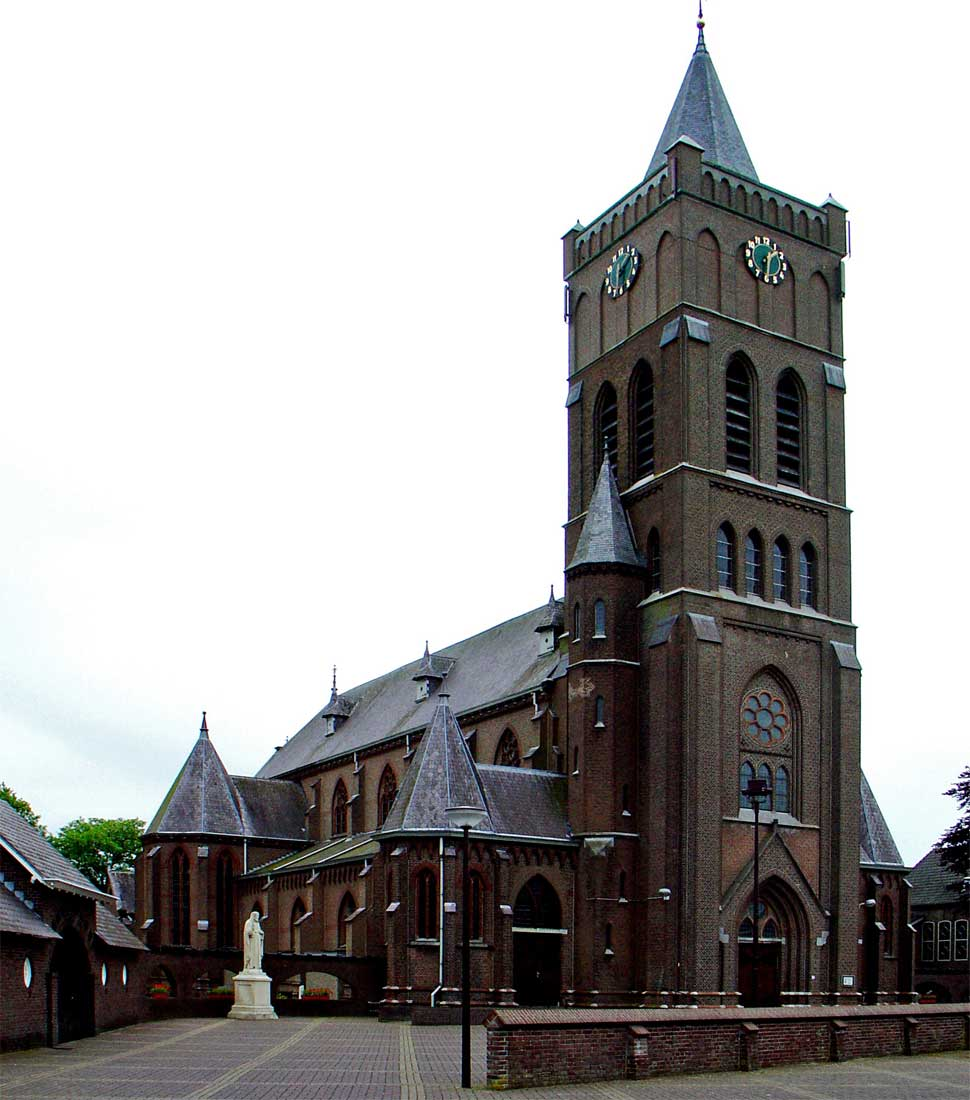
Schaijk: la chiesa dedicata a Sant'Antonio Abate

Schaijk (Schoik o Schojk in brabantino) è una località di circa 7 000 abitanti del sud-est dei Paesi Bassi, facente parte della provincia del Brabante Settentrionale (Noord-Brabant) e situata nella regione del Brabante nord-orientale. Dal punto di vista amministrativo, si tratta di un ex-comune, dal 1994 inglobato nella municipalità di Landerd, comune a sua volta accorpato nel 2022 nella nuova municipalità di Maashorst.

## Geografia fisica
Schaijk si trova sud-ovest di Nimega e a pochi chilometri a sud-ovest di Berghem, tra le località di Herpen e Zeeland (rispettivamente a sud della prima e a nord della seconda).
Il territorio di Schaijk occupa un'area di 30,57 km², di cui 0,30 sono costituiti da acqua.

## Origini del nome
Il toponimo Schaijk, attestato anticamente come Scaeywijc (1383), Schayck (1573) e Scheyk (1773), è formato dal termine wijk, che significa "insediamento umano", "villaggio", e dal termine scade, che significa "danno" o "svantaggio" e che fa forse riferimento a una posizione geografica o sfavorevole.

## Storia

### Dalle origini ai giorni nostri
Nel corso del XIII secolo, il villaggio faceva parte della signoria chiamata Land van Herpen, in seguito assorbita dal Land van Ravenstein.
Il villaggio di Schaijk venne menzionato per la prima volta come Scaeywijc nel 1383 in un libro dedicato ai miracoli di nostra Signora di 's-Hertogenbosch, dove si parla della miracolosa guarigione di Lysbeth Moliaert, sofferente di epilessia, che sarebbe avvenuta in loco.
Nel 1421, venne realizzata a Schaijk la prima cappella religiosa, che era dedicata ai santi Cornelio e Uberto.
Schaijk venne dichiarato una "municipalità" durante l'occupazione francese.
Nel 1890 venne realizzato a Schaijk un convento, che fino al 1960 ospitava le monache della Società di Gesù, Maria e Giuseppe di 's-Hertogenbosch e che venne poi demolito nel 1970.

### Simboli
Nello stemma originario di Schaijk era raffigurato un corvo su un ramo. Questo stemma è stato in seguito combinato con quello di Reek (comune parzialmente inglobato nel 1942 nella municipalità di Schaijk), dove sono raffigurate tre "r" maiuscole.

## Monumenti e luoghi d'interesse
Schaijk vanta 4 edifici classificati come  rijksmonument .

### Architetture religiose

#### Chiesa di Sant'Antonio Abate
Principale edificio religioso di Schaijk è la chiesa dedicata a Sant'Antonio Abate, una chiesa in stile neogotico situata lungo Pastoor van Winkelstraat e risalente al 1896.
Al suo interno è conservato un organo costruito nel 1754 da M. van Deventer e modificato nel 1854 da F.C. Smit.

### Architetture civili

#### Mulini a vento
Lungo la Kleingaalseweg si trova il mulino "Nooit Gedacht": risalente al 1858, dal 1960 si presenta senza il tetto e le pale.
Altro ex-mulino a vento situato lungo la Kleingalseweg è "De Onderneming": realizzato nel 1858, venne distrutto da un incendio nel 1971 e ricostruito come silos nel 1991.

## Società

### Evoluzione demografica
Al censimento del 2023, Schaijk contava una popolazione pari a 7367 unità.
La popolazione al di sotto dei 16 anni era pari a 1110 unità, mentre la popolazione dai 65 anni in su era pari a 1810 unità.
La località ha conosciuto un progressivo incremento demografico a partire dal 2018, quando contava 6 982 abitanti.

## Geografia antropica

### Suddivisioni amministrative
buurtschappen
- Gaal
- Den Haag
- Hooghei
- Mun